# Вильгельм Фридрих (граф Нассау-Дица)
Вильгельм Фридрих Нассау-Дицский (нидерл. Willem Frederik van Nassau-Dietz; 7 августа 1613, Арнем — 31 октября 1664, Леуварден) — граф Нассау-Дица (1640—1654), князь Нассау-Дица (1654—1664), штатгальтер Фрисландии (1640—1664), Гронингена и Дренте (1650—1664).

## Биография
Вильгельм Фридрих — второй сын Эрнста Казимира I Нассау-Дицского и Софии Гедвиги Брауншвейг-Вольфенбюттельской.
По отцовский линии Вильгельм Фридрих Нассау-Дицский был внуком графа Иоганна VI Нассау-Дилленбургского, младшего брата принца Вильгельма Оранского. В 1606 году после смерти Иоганна VI его владения были разделены между его пятью сыновьями, один из которых, Эрнст Казимир Нассау-Дицский, отец Вильгельма Фридриха, получил титул графа Нассау-Дица. После смерти своего старшего брата графа Вильгельма Людвига Нассау-Дилленбургского Эрнст Казимир унаследовал должность штатгальтера Фрисландии, Гронингена и Дренте. В 1640 году после смерти своего бездетного старшего брата графа Генриха Казимира Нассау-Дицского Вильгельм Фридрих унаследовал графство Нассау-Диц, а также должность штатгальтера Фрисландии.
Вильгельм Фридрих получил образование в Лейденском и Гронингенском университетах. Сражался в голландской армии под командованием Фредерика-Генриха Оранского. После смерти своего старшего брата Генриха Казимира Вильгельм Фридрих, ставший его преемником, вступил в конфликт со своим тестем, Фредериком-Генрихом Оранским, из преемственности в Фрисландии, Гронингена и Дренте. Фредерик Вильгельм Оранский отказался пожаловать Вильгельму Фридриху Нассау-Дицскому чин фельдмаршала республики. Вильгельм Фридрих Нассау-Дицский сумел стать штатгальтером Фрисландии, а Гронинген и Дренте подчинил своей власти Фредерик-Генрих Оранский.
В 1650 году граф Вильгельм Фридрих Нассау-Дицский, действовавший по приказу Вильгельма II Оранского, возглавил неудачную атаку на Амстердам. После внезапной смерти своего троюродного брата и шурина, Вильгельма II, в том же году Вильгельм Фридрих Нассау-Дицский стал штатгальтером Гронингена и Дренте. Его назначение фельдмаршалом республики неоднократно тормозилось великим пенсионарием Яном де Виттом.
В 1654 году Вильгельм Фридрих получил от императора Священной Римской империи титул имперского князя (фюрста).
31 октября 1664 года Вильгельм Фридрих Нассау-Дицский погиб в результате несчастного случая. Во время чистки пистолета он выстрелил себе в голову. Его тело был погребено в Леувардене. Пистолет, из которого он был убит, находится в Рейксмюсеуме в Амстердаме.
После смерти Вильгельма Фридриха Нассау-Дицского его преемником стал единственный 7-летний сын Генрих Казимир II (1657—1696). Регентом во Фрисландии, Гронингене и Дренте стала его мать Альбертина Агнесса Нассау-Оранская, вдова Вильгельма Фридриха.

## Семья
2 мая 1652 года Вильгельм Фридрих Нассау-Дицский женился в Клеве на Альбертине Агнессе Нассау-Оранской (1634—1696), пятой дочери Фредерика-Генриха Оранского (1584—1647), штатгальтера Голландии, Зеландии, Утрехта, Гельдерна и Оверэйссела (1625—1647), и Амалии Сольмс-Браунфельсской (1602—1675). У них было трое детей:
- Амалия Нассау-Дицская (25 ноября 1655, Гаага — 16 февраля 1695, Альштедт), жена с 1690 года герцога Иоганна Вильгельма III Саксен-Эйзенахского (1666—1729)
- Генрих Казимир II Нассау-Дицский (18 января 1657, Гаага — 25 марта 1696, Леуварден), князь Нассау-Дица (1664—1696), штатгальтер Фрисландии, Гронингена и Дренте (1664—1696)
- Вильгельмина София Гедвига Нассау-Дицская (9 августа 1664, Хонселерсдейк — 23 января 1667, Леуварден).

## Галерея

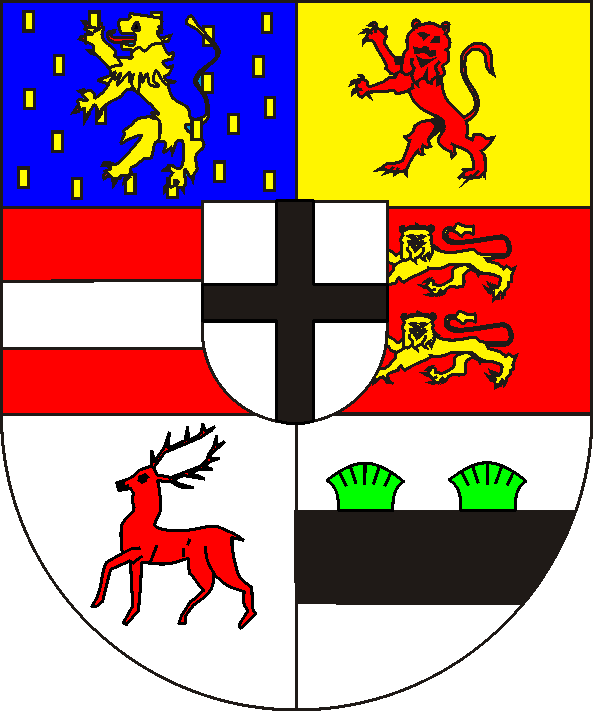
Герб Вильгельма Фридриха Нассау-Дицского
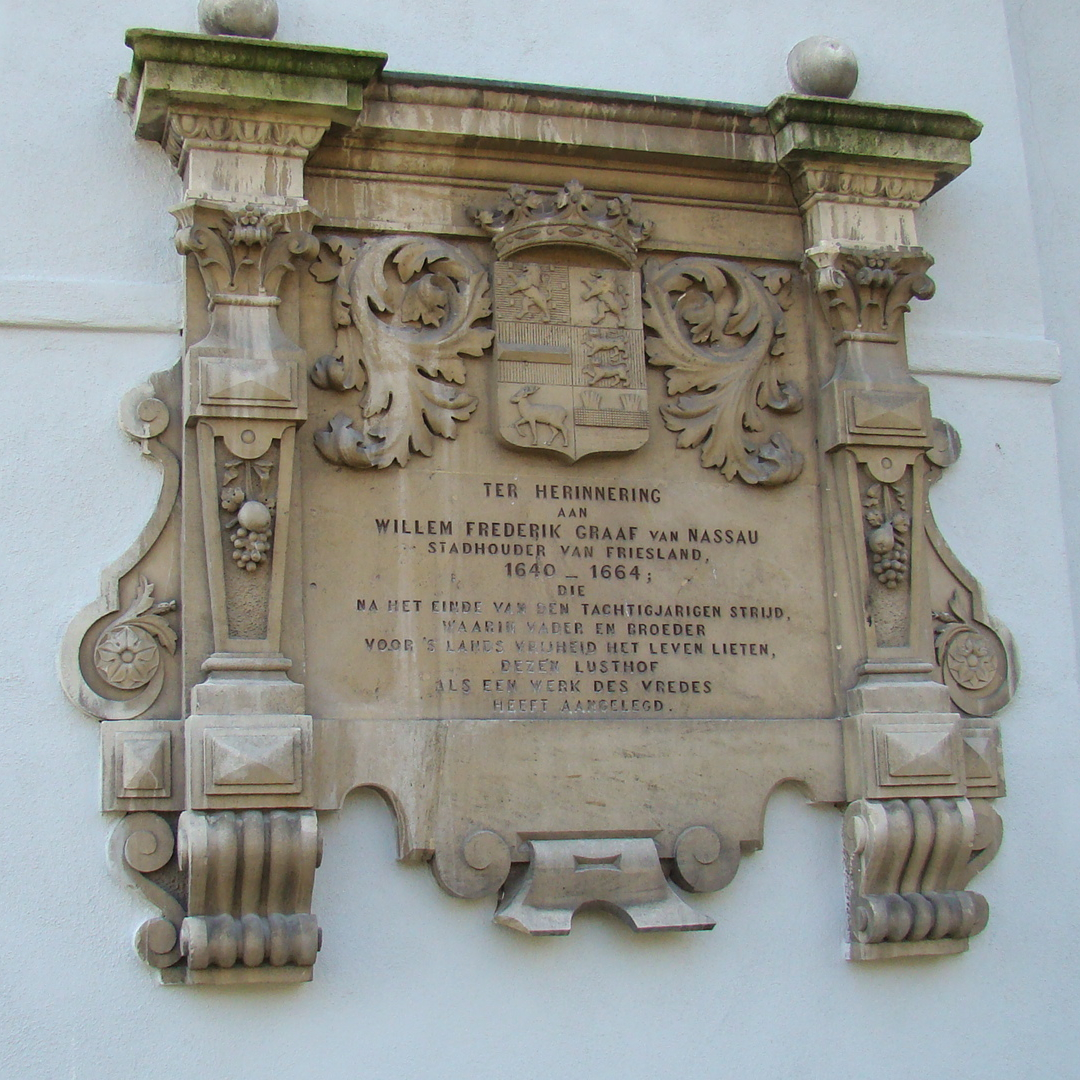
Мемориальная доска в честь Вильгельма Фридриха Нассау-Дицского в Леувардене (2008 год)
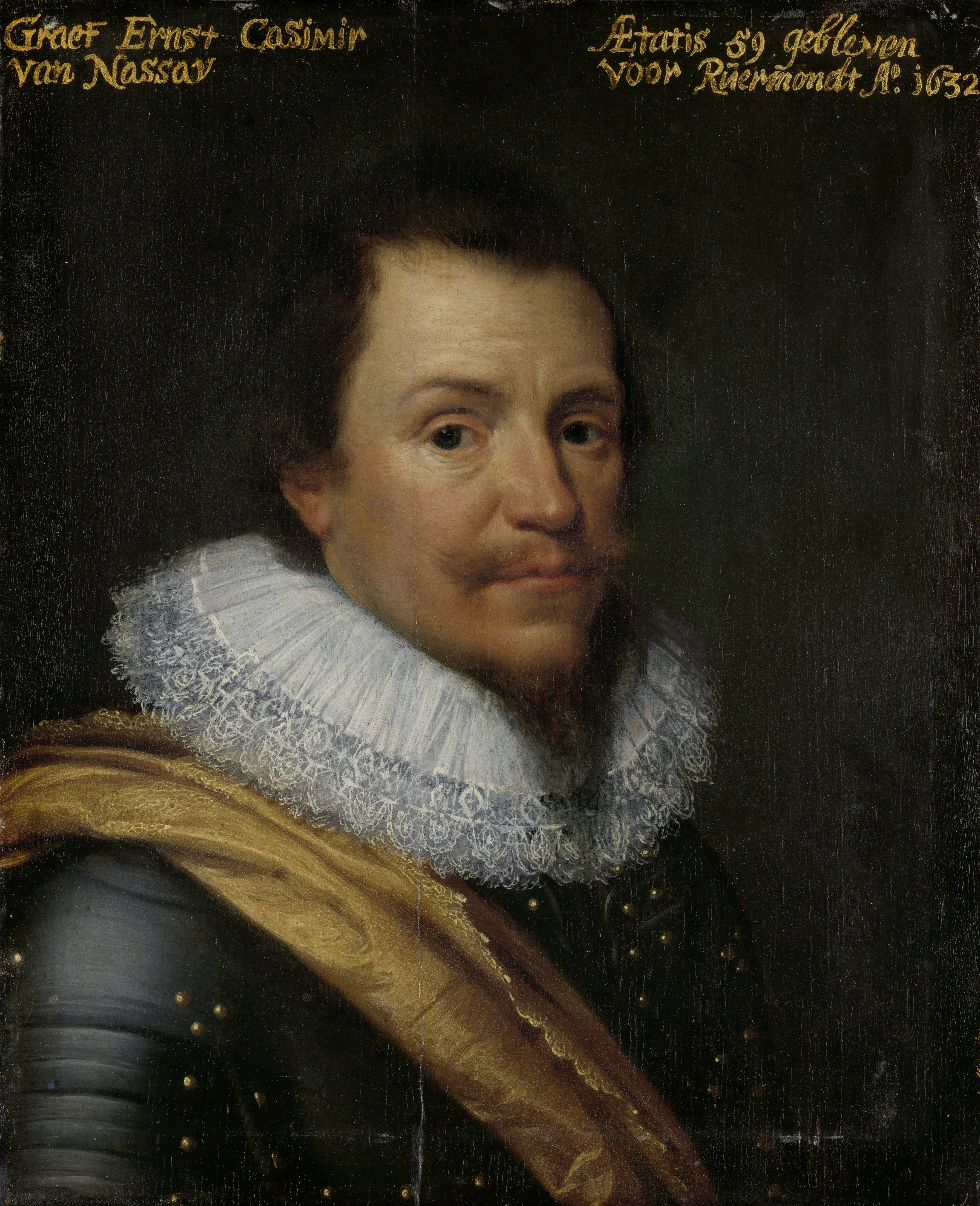
Его отец, граф Эрнст Казимир Нассау-Дицский
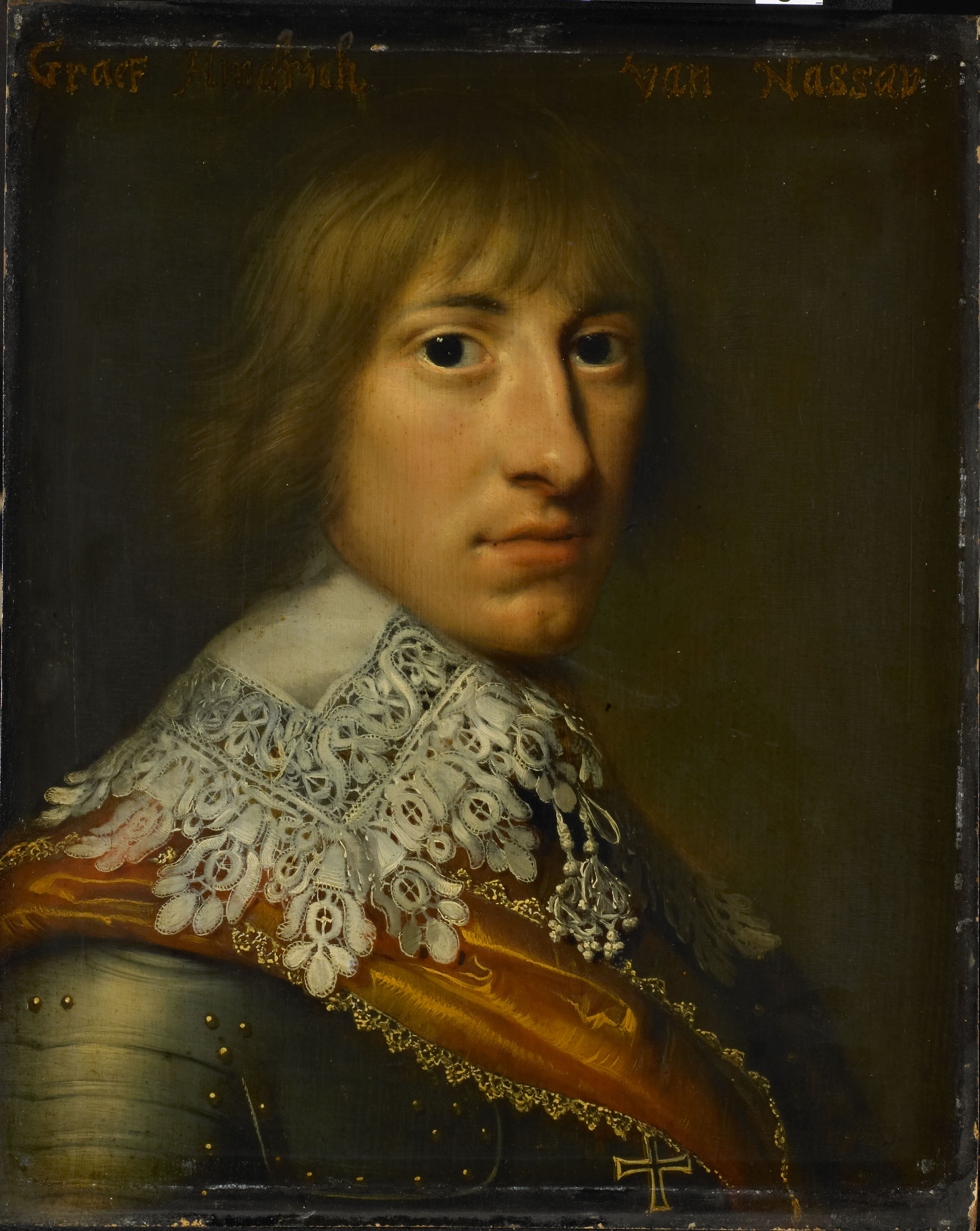
Его предшественник и старший брат, граф Генрих Казимир I
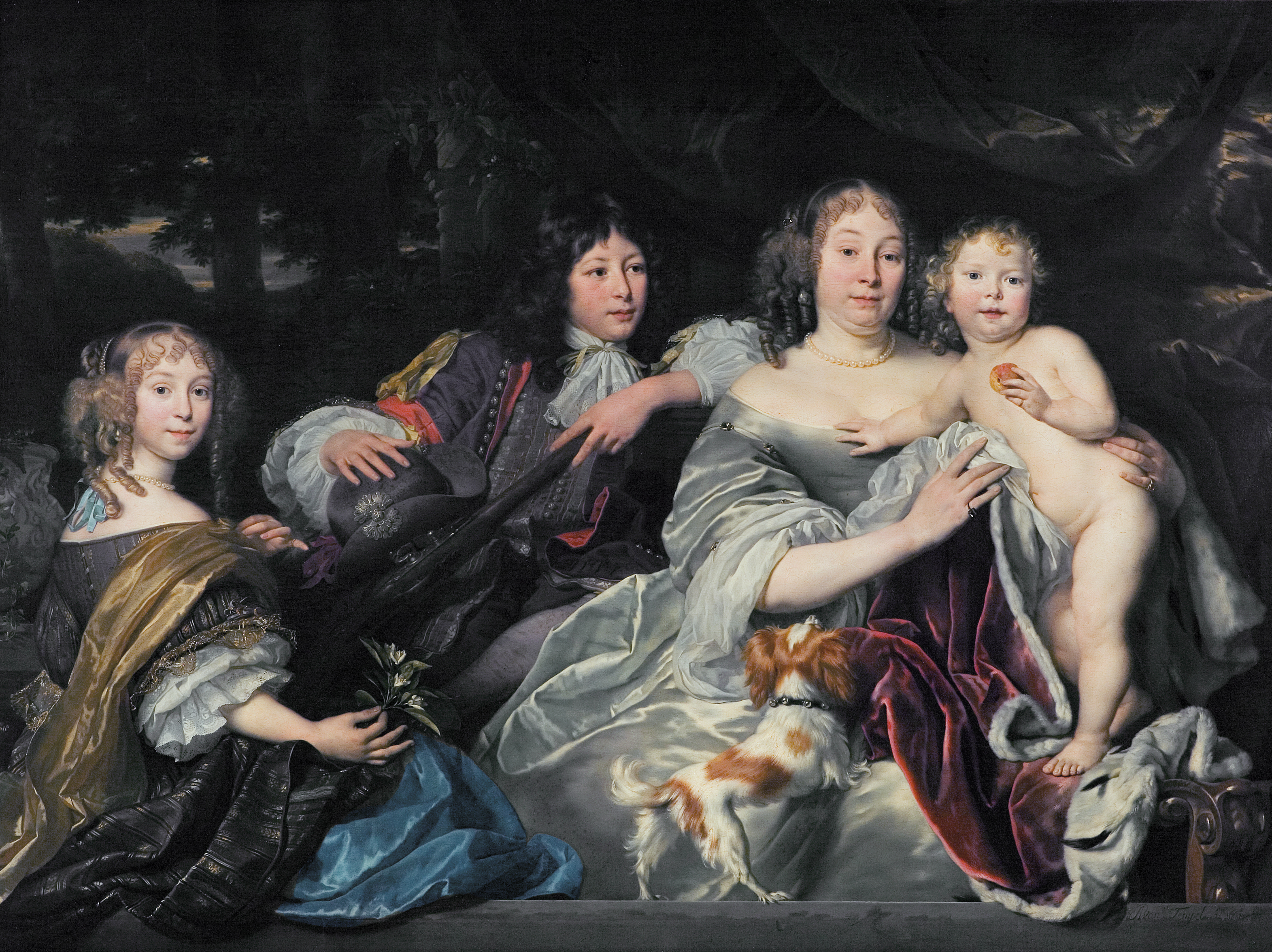
Графиня Альбертина Агнесса Нассау-Оранская и её трое детей, художник Абрахам Ламбертсон ван ден Темпель
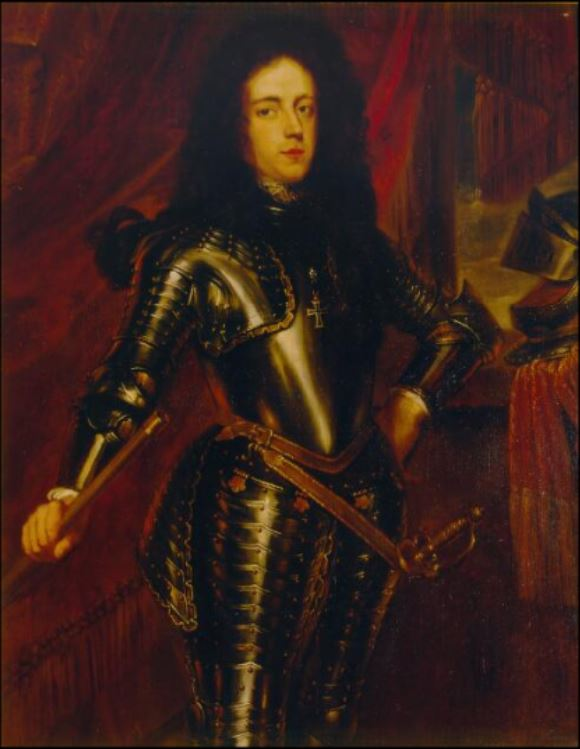
Его сын и преемник, князь Генрих Казимир II